# Carcelia townsendi
Carcelia townsendi är en tvåvingeart som beskrevs av Crosskey 1976. Carcelia townsendi ingår i släktet Carcelia och familjen parasitflugor. Inga underarter finns listade i Catalogue of Life.